# Де Стајл
Де Стајл (хол. De Stijl — стил), име групе холандских уметника (сликара, вајара и архитеката) основане 1917. године у Лајдену око Пита Мондријана и Теа ван Дусбурга. Принципи обликовања слике (нпр. геометријска јасноћа, хармонија, коришћење примарних боја) преузети су од Мондријана. Ови принципи су названи неопластицизам, а основе неопластицизма изнесене су у часопису који је издавао ван Дусбург између 1917. године и 1931. године. Временом су се ти принципи увели и у архитектуру и примењену уметност, а утицали су и на уметнике Баухауса те на конструктивистичко сликарство. 
Дусбургово инсистирање на динамичкој дијагонали у композицију слике довело је 1925. године до Мондријановог иступања из групе, будући да је он инсистирао искључиво на хоризонтали и вертикали.